# Château de Tauragė
Le château de Tauragė est un bâtiment en maçonnerie du XIXe siècle situé à Tauragė, près de la côte baltique. Il a été construit à l'origine entre 1844 et 1847 pour servir de bâtiment des douanes,,,.